# Conflictmineralen

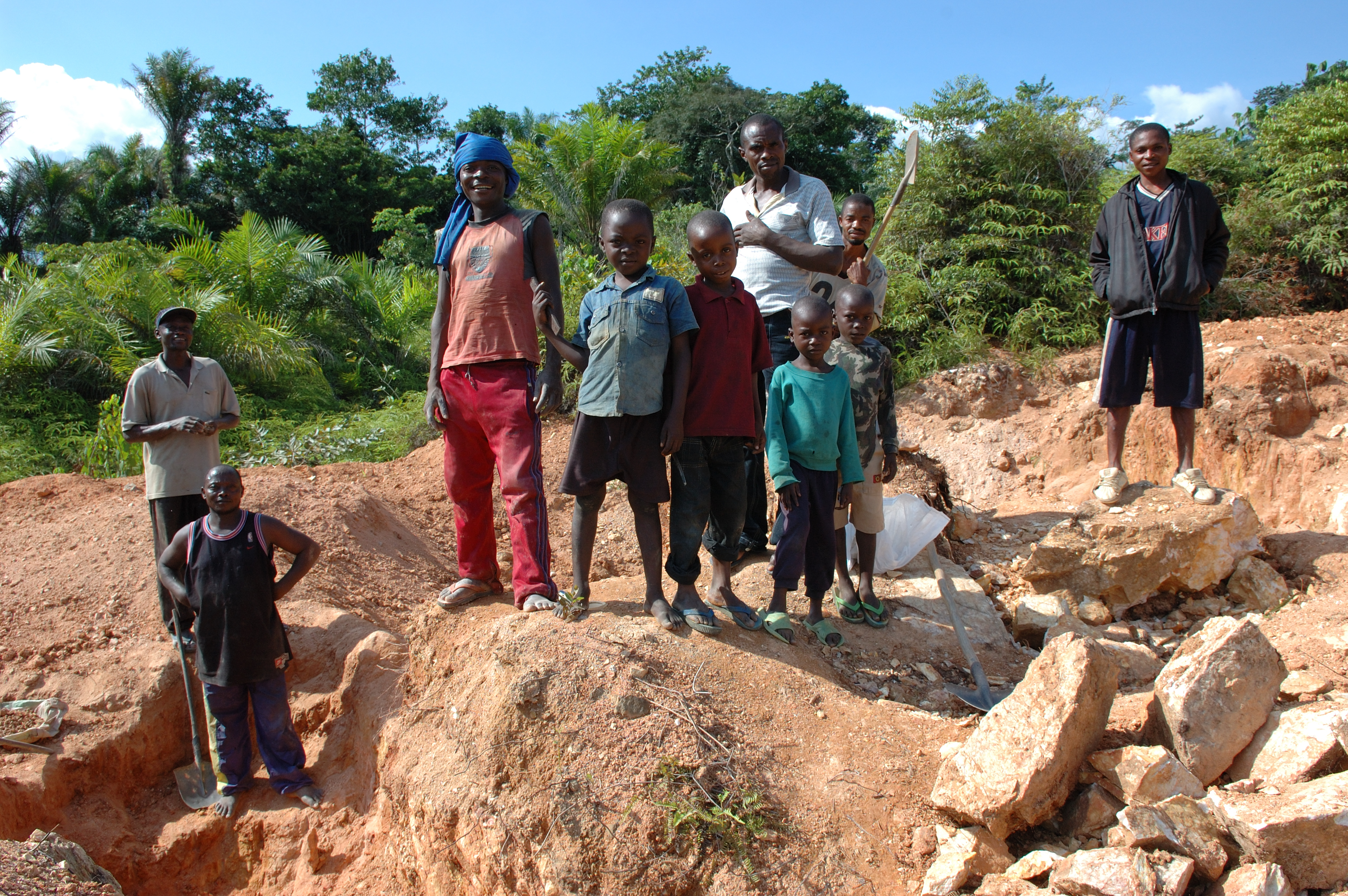
Ambachtelijke mijn in Kailo (DRC). Ook kinderen worden ingeschakeld.

Conflictmineralen zijn natuurlijke hulpbronnen die worden gewonnen in een conflictzone en worden verkocht om de gevechten te financieren en dus te bestendigen. Er is zowel statistisch als anekdotisch bewijs dat de toegankelijkheid van kostbare grondstoffen door oorlogvoerende of rebellerende partijen conflicten kan verlengen (de “vloek van de grondstoffen”). Het meest bekende voorbeeld ligt in de 21e eeuw in de oostelijke provincies van de Democratische Republiek Congo (DRC), waar diverse legers, rebellengroepen en externe actoren hebben geprofiteerd van de mijnbouw. De ertsen worden via tussenpersonen op de markt gebracht, en hebben op die manier bijgedragen aan het geweld en de uitbuiting tijdens langdurige conflicten in de regio.
Frequent gedolven conflictmineralen zijn cassiteriet (voor tin), wolframiet (voor wolfraam), coltan (voor tantaal), en gouderts. Deze mineralen zijn essentieel bij de productie van een heleboel apparaten in de consumentenelektronica zoals smartphones, tablets en computers. Een van de eerste bekende voorbeelden van een conflictmineraal waren de zogenoemde bloeddiamanten. Nog andere mineralen zijn onder meer talk, en zelfs aardolie: ISIS gebruikte olie-inkomsten om zijn militaire en terroristische activiteiten te financieren. 

## Regulering
De Europese Unie stelde in mei 2017 de EU-Verordening 2017/821 inzake conflictmineralen op, die vanaf 1 januari 2021 in voege trad. De verordening verplicht echter enkel Europese bedrijven om met “passende zorgvuldigheid” (een OESO-definitie) de oorsprong van hun leveringen na te gaan, en betreft enkel vier mineralen (tin, tantaal, wolfraam en goud). Mede daarom gaat de verordening volgens critici niet ver genoeg.
In de Verenigde Staten verplichtte de Dodd-Frank Wall Street Reform and Consumer Protection Act uit 2010 fabrikanten om hun toeleveranciers door te lichten, en het gebruik van conflictmineralen te rapporteren. De wet werd echter nadien in de rechtspraak afgezwakt.

## Organisaties
Diverse niet-gouvernementele organisaties zoals Global Witness of Southern Africa Resource Watch ijveren voor meer informatie en bewustwording rond het gebruik van conflictmineralen.  Ook het Fairphone-project voor de productie van conflictvrije smartphones gaat in die richting.